# Tour der australischen Rugby-Union-Nationalmannschaft nach Irland und Schottland 1968
| Tour der Wallabies nach Irland und Schottland 1968 | Tour der Wallabies nach Irland und Schottland 1968 | Tour der Wallabies nach Irland und Schottland 1968 | Tour der Wallabies nach Irland und Schottland 1968 | Tour der Wallabies nach Irland und Schottland 1968 |
| Übersicht                                          | S                                                  | G                                                  | U                                                  | N                                                  |
| -------------------------------------------------- | -------------------------------------------------- | -------------------------------------------------- | -------------------------------------------------- | -------------------------------------------------- |
| Test Matches                                       | 2                                                  | 0                                                  | 0                                                  | 2                                                  |
| Sonstige Spiele                                    | 3                                                  | 2                                                  | 0                                                  | 1                                                  |
| Gesamt                                             | 5                                                  | 2                                                  | 0                                                  | 3                                                  |
|                                                    |                                                    |                                                    |                                                    |                                                    |
| Irland                                             | 1                                                  | 0                                                  | 0                                                  | 1                                                  |
| Schottland                                         | 1                                                  | 0                                                  | 0                                                  | 1                                                  |

Die Tour der australischen Rugby-Union-Nationalmannschaft nach Irland und Schottland 1968 umfasste eine Reihe von Freundschaftsspielen der Wallabies, der Nationalmannschaft Australiens in der Sportart Rugby Union. Das Team reiste im Oktober und November 1968 durch Irland und Schottland, wobei es während dieser Zeit fünf Spiele bestritt. Dazu gehörten zwei Test Matches, die beide verloren gingen. In den übrigen Spielen gegen Auswahlteams kam eine weitere Niederlage hinzu.

## Spielplan
- Hintergrundfarbe grün = Sieg
- Hintergrundfarbe rot = Niederlage

(Test Matches sind grau unterlegt; Ergebnisse aus der Sicht Australiens)
| # | Datum             | Gegner             | Ort       | Stadion             | Ergebnis |
| - | ----------------- | ------------------ | --------- | ------------------- | -------- |
| 1 | 19. Oktober 1968  | Combined Provinces | Belfast   | Ravenhill Stadium   | 3:9      |
| 2 | 23. Oktober 1968  | Irish Students     | Dublin    | Lansdowne Road      | 15:3     |
| 3 | 26. Oktober 1968  | Irland             | Dublin    | Lansdowne Road      | 3:10     |
| 4 | 30. Oktober 1968  | Scotland Districts |           |                     | 14:9     |
| 5 | 02. November 1968 | Schottland         | Edinburgh | Murrayfield Stadium | 3:9      |

## Test Matches
| 26. Oktober 1968 | Irland                                                   | 10 : 3        | Australien         | Lansdowne Road, Dublin Zuschauer: 28.000 Schiedsrichter: Kenneth Jones (Wales) |
| 26. Oktober 1968 | Versuche: Bresnihan Goodall Straftritte: Kiernan Moroney | (5:3) Bericht | Versuche: Ballesty | Lansdowne Road, Dublin Zuschauer: 28.000 Schiedsrichter: Kenneth Jones (Wales) |

Aufstellungen:
- Irland: Barry Bresnihan, Mick Doyle, Mike Gibson, Ken Goodall, Michael Hipwell, Laurence Hunter, Kenneth Kennedy, Tom Kiernan , Willie John McBride, Syd Millar, Mick Molloy, John Moroney, Jim Tydings, Oliver Waldron, Roger Young
- Australien: John Ballesty, John Brass, John Cole, Gregory Davis, Terry Forman, Stuart Gregory, John Hipwell, Barry Honan, Peter Johnson, Roy Prosser, Peter Reilly, Hugh Rose, Philip Smith, David Taylor, Ross Turnbull

| 2. November 1968 | Schottland                                     | 9 : 3         | Australien         | Murrayfield Stadium, Edinburgh Zuschauer: 50.000 Schiedsrichter: Michael Titcomb (England) |
| 2. November 1968 | Versuche: Hinshelwood Straftritte: Blaikie (2) | (9:3) Bericht | Straftritte: Brass | Murrayfield Stadium, Edinburgh Zuschauer: 50.000 Schiedsrichter: Michael Titcomb (England) |

Aufstellungen:
- Schottland: Rodger Arneil, Colin Blaikie, Sandy Carmichael, Gordon Connell, Tommy Elliot, Alexander Hinshelwood, Douglas Jackson, Frank Laidlaw, Alastair McHarg, Chris Rea, Peter Stagg, Norman Suddon, Colin Telfer, Jim Telfer , Jock Turner
- Australien: John Ballesty, Keith Bell, John Brass, John Cole, Gregory Davis, Terry Forman, Stuart Gregory, John Hipwell, Barry Honan, Peter Johnson , Roy Prosser, Peter Reilly, Hugh Rose, Philip Smith, David Taylor